# Taxa de bits
Es defineix com a taxa de bits (també coneguda com a bitrate) la freqüència amb què les dades, descrites en forma de bits, s'emmagatzemen o es transmeten en un medi, que pot ser físic o bé ideal. Aquesta magnitud s'utilitza en telecomunicacions i en informàtica per parlar de qualitats de vídeo i àudio.
La seva unitat del Sistema Internacional són els bits/segon (bits/s), tot i que és molt usual trobar bitrates de l'ordre del kilobit/s o bé del Megabit/s.

## Taxa de bits a diferents nivells de capa

### Taxa de bits bruta i neta a la capa física
Als sistemes de comunicació digital, la taxa de bits bruta (o taxa de línia) és el nombre total de bits per segon transferits en un enllaç de comunicacions, incloent-hi tant els bits útils com els de control de protocols. La taxa de bits bruta no s'ha de confondre amb la taxa de bauds o símbols per segon.
La taxa de bits útils (o taxa de bits de xarxa) d'un enllaç de telecomunicacions digitals és la capacitat excloent la càrrega de bits que afegeix el protocol de nivell de capa física. La relació entre la taxa de bits bruta i útil depèn directament de la taxa de bits de correcció d'errors FEC.
Alguns sistemes operatius poden indicar la velocitat de connexió d'una tecnologia d'accés a xarxa o dispositiu de comunicacions. Aquesta es referirà a la taxa de bits útils si la tecnologia d'accés implica una correcció d'errors forward (FEC). Per exemple, la velocitat de connexió d'una xarxa sense fils IEEE 802.11a és d'entre 6 i 54Mbit/s i la seva taxa de bits bruta varia entre els 12 i 72Mbit/s incloent els codis de correcció d'errors. Igualment, la velocitat d'una connexió XDSI pot ser de 144kbit/s (dades útils) i la taxa de bits de la línia pot ser de 160kbit/s.
En tecnologies de comunicació sense correcció d'errors forward (FEC) i altres càrregues de protocols a nivells de capa física, no hi ha diferència entre la taxa de bits bruta i la taxa útil. Per exemple, la velocitat de connexió de la capa física d'Ethernet 100Base-TX és de 100Mbit/s, que a la vegada és també la velocitat de bits bruta.
La velocitat de connexió màxima d'un mòdem V.92 es refereix a la taxa de bits bruta, i la velocitat de transferència de dades útils a vegades pot arribar a ser superior degut a la compressió de dades, i altres vegades inferior, debut als errors de bits i els re-enviaments.
La capacitat de canal és un límit teòric de la màxima taxa de bits útils sense correcció d'errors de codificació, que és possible en alguns canals físics analògics lliures d'errors de bits.

## Tipus de taxa de bits

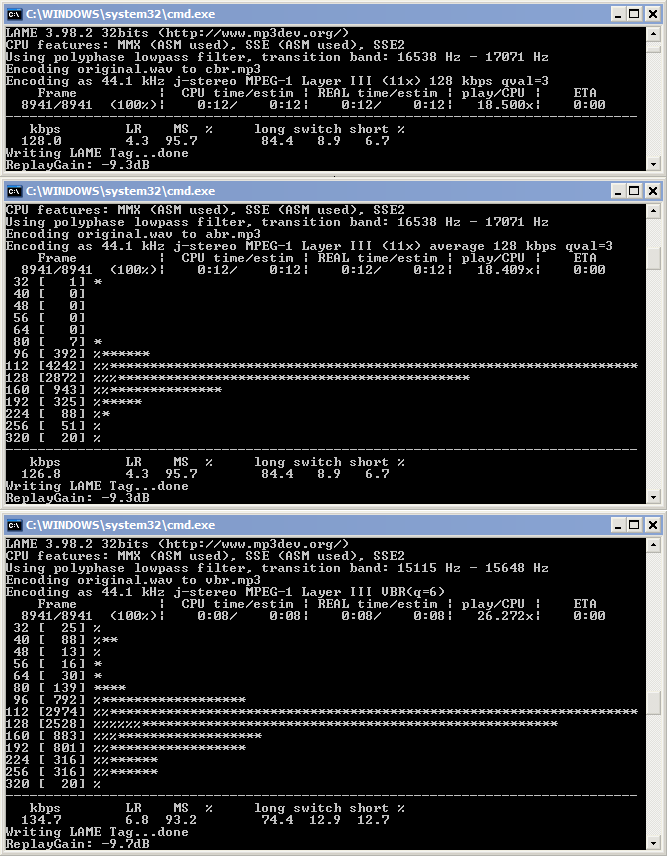
Codificació amb LAME, comparació dels diferents mètodes de codificació sobre el mateix fitxer d'àudio

La taxa de bits pot ser constant, mitjana o variable. En algunes aplicacions s'utilitza el control de la taxa de bits.

### Taxa de bits constant
La taxa de bits constant (CBR, de l'anglès Constant Bit Rate, al UIT-T també anomenat taxa de bits determinista, o DBR) és un terme molt utilitzat en telecomunicacions, característic del canal de transmissió en l'etapa de codificació de les dades a transmetre. Aquest mètode codifica cada instant de temps de la informació a enviar amb la mateixa quantitat de bits, donant una taxa de bits constant.

#### Codificació d'àudio
Mitjançant la codificació CBR, la taxa de bits i la grandària dels fitxers es poden conèixer abans de codificar, si es disposa de les característiques principals d'aquest (nombre de canals, nombre de bits per mostra, duració del fitxer d'àudio, freqüència de mostreig, etc.). Això no obstant, la tècnica de taxa de bits constant presenta un desavantatge important: la qualitat del contingut codificat no serà igual en tot l'arxiu, ja que s'utilitzarà la mateixa quantitat de bits per codificar moments de silenci de la cançó que per a seccions complexes i amb molta informació. Els instants més tranquils de l'arxiu d'àudio es codificaran més eficientment que les parts amb més acció.

#### Emmagatzematge
De totes maneres, CBR no és una solució òptima per a l'emmagatzematge en discs durs i aplicacions streaming, ja que les seccions més complexes dels fitxers es codifiquen amb el mateix nombre de bits que les parts més senzilles d'aquests (cosa que redueix notablement la qualitat de les primeres). La solució normalment es troba en escollir una taxa de bits constant elevada per a assegurar-se que les seccions de vídeo o àudio més complexes de codificar tindran la qualitat necessària per a una bona recepció i posterior reproducció o tractament. Això no obstant, aquest mètode augmenta proporcionalment la mida dels fitxers finals, i s'infrautilitzen gran quantitat de bits per a seccions que podrien ser codificades amb valors molt inferiors.

### Taxa de bits variable
Contràriament a la tècnica de codificació amb CBR, que fa tot el possible per mantenir una taxa de bits fixa en tot el contingut codificat, la tècnica taxa de bits variable (VBR de l'anglès Variable Bit Rate) varia aquesta taxa depenent de les característiques de l'arxiu a codificar, assignant de manera flexible més bits a les parts amb informació més complexa per obtenir la millor qualitat possible, i menys bits a les seccions amb informació més senzilla de codificar. L'obtenció d'una qualitat variable en la codificació s'obté variant alguns paràmetres com la quantificació i la freqüència de mostreig.

#### Codificació d'àudio
Abans de la codificació VBR es pot conèixer el nombre de canals, nombre de bits per mostra, duració del fitxer d'àudio, freqüència de mostreig, però a partir del moment en què la taxa de bits es torna variable, el flux de dades resultant no serà transmès tan eficientment com un fitxer codificat amb CBR.

#### Emmagatzematge
La tècnica de codificació VBR pot crear arxius de grandària igual o inferior als que s'obtenen codificant amb la tècnica CBR i de millor qualitat que aquests, motiu pel qual és un tipus de codificació ideal per a aplicacions de distribució de fitxers a Internet (siguin d'àudio i/o vídeo) en les quals l'amplada de banda disponible és reduït.
Pel que fa a l'emmagatzematge d'arxius, els fitxers codificats en VBR són molt populars avui en dia, ja que és una tècnica que la majoria de reproductors d'àudio digital suporten (els formats més coneguts són MP3 i AAC, entre molts d'altres com MP3Pro, Ogg Vorbis, Real Audio, etc.).

### Taxa de bits mitjana
La codificació amb taxa de bits mitjana (ABR, de l'anglès Average Bit Rate) és un terme relacionat amb la codificació d'àudio i vídeo. Es tracta d'una tècnica híbrida a mig camí entre CBR i VBR. En la codificació amb taxa de bits mitjana, el codificador compensa les parts del corrent amb menys informació necessària amb les que són més complexes, però sempre mantenint una mitjana final definida.

### Control de la taxa de bits
En algunes aplicacions, el canal exigeix una taxa de bit constant, cosa que fa necessari un controlador. Aquest, té una memòria per anar acumulant bits quan la taxa és elevada i els va deixant entrar al canal quan la taxa és menor. Així, s'aconsegueix tenir un codificador VBR i un canal CBR.

## Comparació entre VBR i CBR
En general, per a la majoria de tipus de fitxers, la tècnica de codificació de taxa de bits variable (VBR) aconsegueix igual o millor qualitat percebuda que la tècnica de taxa de bits constant (CBR), per a fitxers de la mateixa grandària. Per exemple, utilitzant el mateix codificador, un arxiu MP3 de 128 kbps de taxa de bits codificat amb CBR no sonarà gairebé mai millor que el mateix arxiu codificat amb VBR, ja que en aquest últim, les parts d'àudio senzilles es poden comprimir més que en la tècnica CBR, permetent assignar més bits a les parts complexes. Per a baixes taxes de bits mitjanes, la diferència de qualitat entre CBR i VBR és notable, donada la mateixa entrada, cosa que fa més desitjable el segon mètode per aplicacions que necessiten molta compressió.
Els desavantatges més importants del VBR són que requereix més temps per codificar que CBR, a mesura que el procés es fa més complex, i que algun maquinari pot ser incompatible amb fitxers VBR, tot i que cada cop menys es donen aquest segon tipus de problemes.

## Evolució de les taxes
Estàndards proposats i primers dispositius en adoptar-les :
| WAN | LAN | WLAN |
| --- | --- | --- |
| - 1972: Acoblador acústic 300 bauds - 1985: 1200 bauds - 1990: Ampliacio de l'amplada de banda del Mòdem: 2400 / 4800 / 9600 / 19200 bit/s - 1995: Mòdems v.34 amb 28.8 kbit/s, mòdems v.90 amb 56 kbit/s - 1996: Línia ISDN amb dos canals de 64 kbit/s - 1998: ADSL des de 128 kbit/s fins a 8 Mbit/s, ADSL2 fins a 12 Mbit/s, ADSL2+ fins a 24 Mbit/s | - 1972: Ethernet IEEE 802.3 a 2.94 Mbit/s - 1985: Cable coaxial 10base2 a 10 Mbit/s - 1990: 10bT a 10 Mbit/s - 1995: 100bT a 100 Mbit/s - 1999: 1000bT (Gigabit) a 1 Gbit/s - 2003: 10GBASE a 10 Gbit/s | - 1997: 802.11 a 2 Mbit/s - 1999: 802.11b a 11 Mbit/s - 1999: 802.11a a 54 Mbit/s - 2003: 802.11g a 54 Mbit/s - 2005: 802.11g (propietari) fins a 108 Mbit/s - 2007: 802.11n fins a 540 Mbit/s |

## Aplicacions
Aquesta magnitud se sol aplicar en molts camps, entre els quals destacarem els arxius multimèdia, per comprimir la informació emmagatzemada -com més baix sigui el bitrate, menor mida de bits i pitjor qualitat ofereix -, també s'utilitza en connexions entre dispositius o bé en connexions de xarxa.

### Multimèdia
La taxa de bit representa la quantitat d'informació que es pot guardar en un medi per unitat de temps. Això depèn de diferents factors, com són la freqüència de mostreig utilitzada per digitalitzar els materials multimèdia, els bits emprats per codificar la informació i la manera en què es fa i si es comprimeix o no.
Amb tot això s'intenta trobar un punt d'equilibri entre quantitat de bits (el més baix possible) i qualitat (la més alta possible).
Els següents números donen una idea aproximada per una persona "mitjana".
Àudio:
- 4 kbit/s – mínim per reconèixer la parla.
- 8 kbit/s – qualitat telefònica convencional.
- 32 kbit/s – qualitat AM.
- 96 kbit/s – qualitat FM.
- 128 kbit/s – qualitat acceptable típica per música (MP3).
- 256 -320 kbit/s – Gairebé qualitat de CD d'audio.
- 1.4 Mbit/s - CDDA.

Video:
- 16 kbit/s – qualitat per videoconferència mínima acceptable.
- 128 kbit/s a 384 kbit/s – qualitat per sistemes de videoconferència orientats a empreses.
- 1152 kbps - qualitat de VCD.
- 1152 kbps a 2500 kbps - qualitat de SVCD.
- 1 Mbit/s – qualitat de VHS.
- 5 Mbit/s – qualitat de DVD.
- 15 Mbit/s – qualitat de HDTV.

### Connexions
En aquest cas, la taxa de bit representa la quantitat d'informació que es pot transmetre per unitat de temps. A continuació es poden veure dos exemples:
- 9.6 Kbps - RS-232 (sèrie).
- 8 Mbps - LPT (paral·lel).

### Xarxes
En aquest cas, semblant a l'anterior, la taxa de bit representa la quantitat d'informació que es pot injectar a la xarxa per unitat de temps. Seguidament es mostren dos exemples:
- 10/100 Mbps, 1Gbps - Ethernet.
- 256 kbps a 8 Mbps - ADSL.

## Confusions
Aquest terme se sol confondre amb el terme velocitat, quan el que mesura exactament és la relació quantitat/temps i no distància/temps.
Un altre error freqüent és el d'utilitzar el baud com a sinònim de bit per segon. La velocitat en bauds d'un senyal representa el nombre de canvis d'estat, o esdeveniments de senyalització, que es donen en un segon. Cada esdeveniment de senyalització transmès, baud, pot transportar un o més bits. Només quan cada esdeveniment de senyalització transporta un sol bit coincideixen la velocitat de transmissió de dades en bauds i en bits.